# Расел (Ајова)
Расел (енгл. Russell) град је у америчкој савезној држави Ајова. По попису становништва из 2010. у њему је живело 554 становника.

## Демографија
Према попису становништва из 2010. у граду је живело 554 становника, што је -5 (-0.9%) становника више него 2000. године.
| Група             | 2000.       | 2010.       |
| Белци             | 550 (98,4%) | 535 (96,6%) |
| Афроамериканци    | 0 (0,0%)    | 2 (0,4%)    |
| Азијати           | 2 (0,4%)    | 0 (0,0%)    |
| Хиспаноамериканци | 2 (0,4%)    | 11 (2,0%)   |
| Укупно            | 559         | 554         |